# Esperando a los bárbaros
Sobre el conocido poema del mismo título ver Constantino Cavafis
Esperando a los bárbaros (en inglés, Waiting for the Barbarians) es una novela del escritor sudafricano y Premio Nobel de Literatura J. M. Coetzee publicada en 1980. El nombre está tomado de un poema de Constantino Kavafis. Esta obra fue incluida en la lista de Grandes libros del siglo XX, una serie de veinte novelas publicadas por la editorial británica Penguin Books. Cuando a Coetzee le fue otorgado el Nobel de Literatura en el 2003, el comité del premio catalogó a esta novela como un «thriller político, en el que la ingenuidad del idealista abre las puertas del horror».

## Argumento
La novela es narrada en primera persona por un magistrado cuyo nombre se desconoce, que desempeña su cargo en un pueblo pequeño localizado en la región fronteriza del «imperio». La relativa paz que disfruta el magistrado (y el pueblo) llega a su fin cuando el imperio declara el estado de emergencia, enviando tropas del tercer departamento —fuerzas especiales imperiales—, debido a los rumores de que el área podría ser atacada por las tribus indígenas que habitan en los alrededores, denominadas como «bárbaros» por los colonizadores. En consecuencia, el tercer departamento realiza una expedición en las tierras ubicadas más allá de la frontera. Dirigidos por el siniestro coronel Joll, el grupo expedicionario captura algunos bárbaros, llevándolos al pueblo, en donde son objeto de tortura y asesinato selectivo. Posteriormente, el coronel y sus hombres se marchan a la capital imperial para preparar una campaña militar más extensa. Entre tanto, el magistrado comienza a cuestionar la legitimidad del imperialismo, mientras cuida de una joven bárbara que fue dejada herida y parcialmente ciega por los torturadores del tercer departamento. El magistrado desarrolla una relación íntima con la joven, al punto de llegar a tener sexo con ella cuando —en compañía de otros hombres— decide llevarla a territorio bárbaro de vuelta con los suyos, después de una travesía por zonas desérticas en la que se corría peligro de muerte. Luego de superar los desafíos del viaje y estar de regreso en el pueblo, el magistrado es capturado por soldados del tercer departamento —que regresaron durante su ausencia—  por haber desertado y simpatizado con el «enemigo».
El magistrado es retenido en una celda en pésimas condiciones, sin ser llevado a juicio oficial debido al estado de emergencia. Preso, se da cuenta de cómo es la vida cuando las necesidades básicas son pobremente satisfechas. Aprovechando su experiencia y conocimiento del lugar donde está detenido, consigue una llave de su celda y sale. Con la certeza de que no hay lugar al cual escapar, ni forma de sobrevivir, el magistrado sólo se dedica a explorar el lugar para buscar comida y husmear. Eventualmente, el coronel Joll regresa triunfante de las tierras silvestres con varios bárbaros capturados, haciendo un espectáculo público con su tortura. A pesar de que la muchedumbre es alentada por los armados para que participe en las golpizas, el magistrado interviene en el acto tratando de detenerlo, pero es neutralizado y sometido. Posteriormente y como castigo, un grupo de soldados decide colgar al magistrado —vestido únicamente con un camisón de mujer— por sus manos, utilizando una soga y un árbol para tal fin. Con el espíritu del magistrado completamente aplastado, los armados deciden dejarlo vagar con libertad por el pueblo, a sabiendas de que no tiene a dónde ir y de que no representa una amenaza para su misión. Sin embargo, los soldados empiezan a huir del pueblo mientras se acerca el invierno y su campaña contra los bárbaros colapsa. Una noche, el magistrado intenta confrontar al coronel Joll cuando éste retorna de las afueras, pero el coronel se rehúsa a responder. El carruaje del coronel es apedreado mientras él espera a los soldados que lo acompañan, quienes frenéticamente buscan provisiones en el pueblo. El coronel y sus subordinados se marchan del sitio, siendo los últimos armados que pisan el lugar (durante la historia). 
La creencia predominante en el pueblo es que los bárbaros planean invadir el pueblo dentro de poco, por lo que muchos civiles también se han marchado. El magistrado alienta a los que se quedan a continuar con sus vidas y prepararse para el invierno que se avecina. Para el momento en que cae la primera nevada de la temporada, no hay señal de la esperada invasión bárbara.